# Dvärgplätt
Dvärgplätt (Lobulicium occultum) är en svampart som beskrevs av K.H. Larss. & Hjortstam 1982. Dvärgplätt ingår i släktet Lobulicium och familjen Atheliaceae.  Arten är reproducerande i Sverige. Inga underarter finns listade i Catalogue of Life.